# Stelle principali della costellazione della Bilancia
Segue un prospetto delle stelle principali della costellazione della Bilancia, elencate per magnitudine decrescente.